# لين روبرتس (شاعر)
لين روبرتس (بالإنجليزية: Len Roberts)‏ هو شاعر أمريكي، ولد في 13 مارس 1947، وتوفي في 25 مايو 2007.